# Tripterospermum taiwanense
Tripterospermum taiwanense là một loài thực vật có hoa trong họ Long đởm. Loài này được (Masam.) Satake miêu tả khoa học đầu tiên năm 1951.